# Macris Carneiro
Macris Fernanda Silva Carneiro (Santo André, 3 de março de 1989), é uma voleibolista indoor brasileira, atuante na posição Levantadora, com marca de alcance de 292 cm no ataque e 285 cm no bloqueio, possui experiência em clubes nacionais e atualmente joga no Praia Clube e atuando pela Seleção Brasileira conquistou duas medalhas olímpicas (prata em Tóquio 2020 e bronze em Paris 2024), medalha de prata nos Jogos Pan-Americanos de 2015 no Canadá, e medalha de ouro na última edição do Grand Prix em 2017. Em clubes conquistou a medalha de ouro no Campeonato Sul-Americano de Clubes de 2018 no Brasil e medalhista de prata no Campeonato Mundial de Clubes de 2018 na China, foi eleita 7 vezes melhor levantadora da superliga brasileira e 2 vezes MVP.

## Carreira

### Clubes
Na cidade de São Caetano do Sul após acompanhar um treino da irmã se encantou com o voleibol e prontamente matriculou-se na escolinha de voleibol desta cidade e galgou a carreira de voleibolista em 1998 já integrava as categorias de base do São Caetano E.C.
Pelo São Caetano E.C conquistou o título do Torneio Início e do Campeonato Paulista na categoria infanto-juvenil em 2005 e obeteve o título da Copa Piratinga de 2005 nesta mesma categoria.
Foi convocada em 2006 foi convocada pelo técnico Almyr Ferreira para Seleção Paulista para disputar o Campeonato Brasileiro de Seleções, categoria juvenil, Divisão Especial, realizado em Brusque, ocasião que finalizou com o bronze.
No ano seguinte foi novamente convocada pelo técnico Almyr Ferreira para Seleção Paulista para disputar o Campeonato Brasileiro de Seleções de 2007, categoria juvenil da Divisão Especial, realizado em Brusque, conquistando o título desta vez.
Até 2007 integrou as categorias de base do São Caetano E.C. No período seguinte já treinava com o elenco adulto do São Caetano/Blausiegel na temporada 2008-09, disputando os Jogos Regionais de 2008 realizados em São Caetano do Sul, avançou as semifinais, conquistando o título desta competição, também avançou as semifinais da Copa São Paulo no mesmo ano, obteve a prata nos Jogos Abertos de Piracicaba e disputou o Campeonato Paulista de 2008 finalizando com o bronze, não foi inscrita pelo clube na Superliga Brasileira A 2008-09.
Sua permanência no time de São Caetano do Sul foi anunciada para temporada seguintea, mas transferiu-se para o clube São Bernardo/SP e competiu no período 2009-10, disputando o Campeonato Paulista de 2009 e disputou a Superliga Brasileira A 2009-10 finalizando na décima colocação.
Representou na jornada 2010-11 o clube BMG /São Bernardo e foi semifinalista do Campeonato Paulista de 2010, alcançou o vice-campeonato nos Jogos Abertos do Interior em Santos de 2010 e disputou a Superliga Brasileira A referente a temporada citada, disputando a fase das quartas de final nesta edição, finalizando na oitava colocação.
Retornando ao São Caetano/SP na temporada 2011-12 disputando a correspondente Superliga Brasileira A, encerrou nesta edição na décima segunda colocação e foi a sétima colocada entres as melhores no fundamento do levantamento.
No período seguinte transferiu-se para o Pinheiros na temporada 2012-13 alcançando a quarta colocação no Campeonato Paulista de 2012 e o vice-campeonato na Copa São Paulo de 2012, também o representou na Superliga Brasileira A 2012-13, encerrando na sexta colocação, destacando-se individualmente na quarta posição entre as melhores defensoras e premiada como a Melhor Levantadora da competição.
Permaneceu no E.C.Pinheiros para as disputas de 2013-14, novamente finaliza com o vice-campeã da Copa São Paulo de 2013 e disputou a correspondente Superliga Brasileira A encerrando novamente na sexta colocação, de forma consecutiva premiada como a Melhor Levantadora da edição. Ainda em 2014 disputou a edição da Copa Brasil em Maringá, finalizando na sexta posição.[carece de fontes?]
Encaminhou-se para a terceira jornada consecutiva pelo E.C.Pinheiros, representando-o nas competições esportivas 2014-15, desta vez conquistou o título da Copa São Paulo de 2014, disputou a edição da Superliga Brasileira A 2014-15, terminando na sexta colocação e novamente eleita a Melhor Levantadora da edição e conquistou o inédito título da Copa Brasil de 2015 realizada em Cuiabá.
No período 2015-16 é contratada pelo Terracap/Brasília Vôlei, contribuiu para a equipe avançar as quartas de final da Superliga Brasileira A 2015-16, finalizando na quinta posição, a melhor campanha do clube na competição, pela quarta vez consecutivamente foi premiada como a Melhor Levantadora da competição e finalizou na sexta posição na Copa Brasil de 2016 em Campinas.[carece de fontes?]

### Minas Tênis Clube
Temporada 2016-17 terminou a superliga em sexto lugar na Superliga Brasileira A com o time BRB/Brasília Vôlei, porém eleita pela quinta vez como melhor levantadora da superliga, apos tais conquistas se apresentou ao novo clube,Camponesa/Minas, pelo qual foi contratada para disputar as competições do período esportivo de 2017-18conquistando a medalha de prata na Supercopa Brasil de 2017e o título do Campeonato Mineiro de 2017; mais tarde sagrou-se campeã da edição do Campeonato Sul-Americano de Clubes de 2018 sendo premiada como a melhor levantadora do campeonato. Renovou com mesmo clube para temporada 2018-19 e sagrou-se bicampeã da edição do Campeonato Mineiro de 2018, e disputou a edição do Campeonato Mundial de Clubes de 2018 realizado em Shaoxing, sendo uma das protagonistas na semifinal, ajudando o time a reverter um placar de 24-19 no segundo set para o até então favorito Eczacıbası VitrA, conseguindo a classificação a final e conquistou a medalha de prata e foi nomeada a melhor levantadora da competição.
Pelo Itambé/Minas conquistou o título da Copa Brasil de 2019 realizada em Gramado e foi bicampeã do Campeonato Sul-Americano de Clubes de 2019 realizado novamente em Belo Horizonte e eleita a melhor levantadora desta edição; e contribuiu para conquista do clube do título da Superliga Brasileira 2018-19, premiada como a melhor levantadora e melhor jogadora da edição
Em 2022, Macris deixou o Minas após cinco temporadas e 13 títulos.

### Fenerbahçe
Em 2 de junho de 2022, o Fenerbahce anunciou oficialmente a contratação de Macris para a temporada 2022/23.
Em sua única temporada pelo Fenerbahçe Macris teve um início instável e passagens pelo banco de reservas, porém se firmou entre as titulares e teve atuações dignas de uma das principais levantadoras do mundo. Ela foi campeã do Campeonato Turco, além de ter sido eleita a melhor levantadora do torneio.

### THY SK
Em 5 de julho de 2023, o THY SK tornou oficial que Macris é a nova levantadora da equipe.

### Seleção Principal

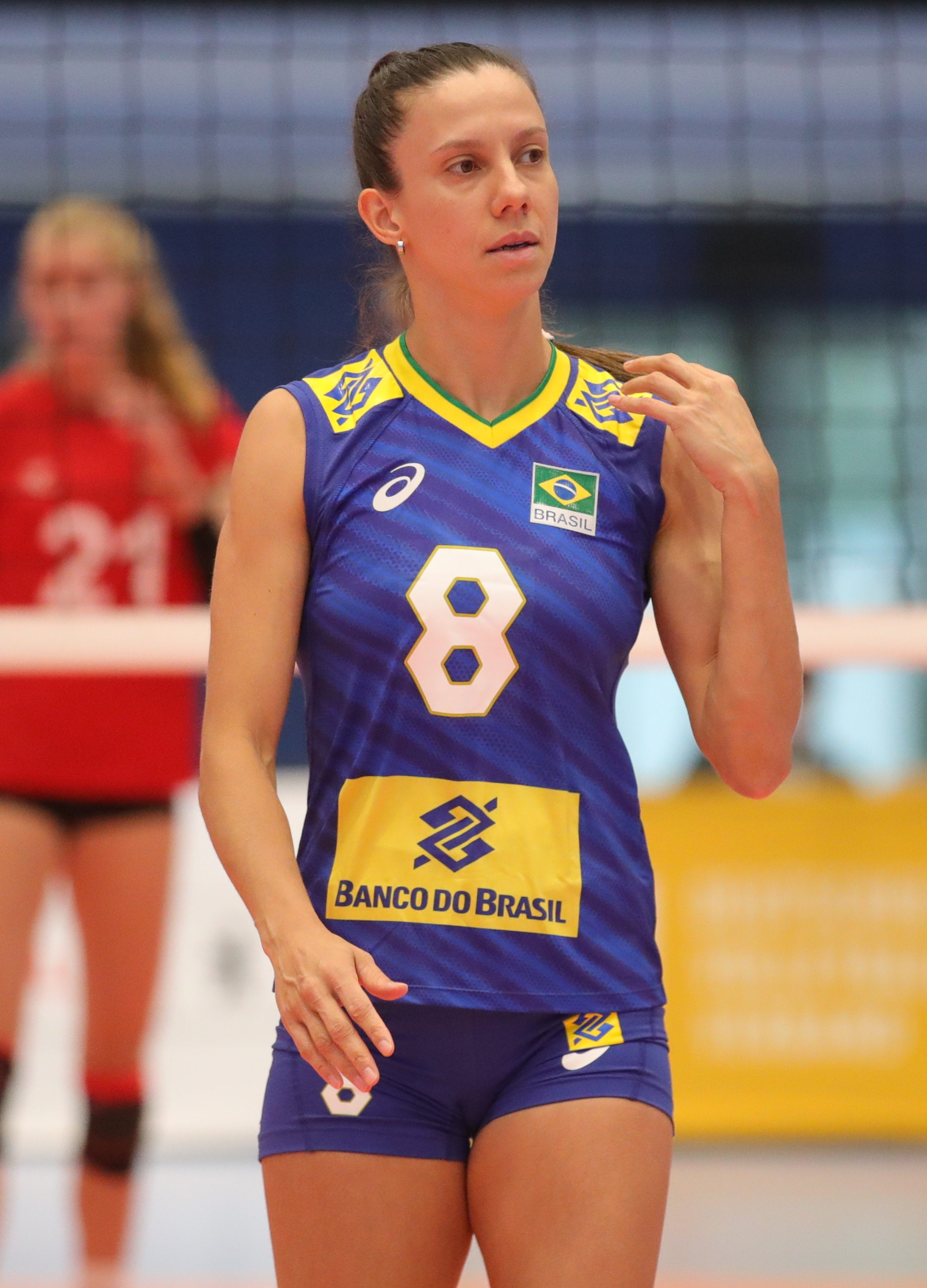
Amistoso de vôlei feminino: Alemanha x. Brasil (3:2)

Foi em 2015 que foi convocada pela primeira vez para a Seleção Brasileira pelo técnico José Roberto Guimarães, sendo inscrita para a disputa do Grand Prix de 2015, vestiu a camisa#24, como a competição aconteceria paralelamente aos Jogos Pan-Americanos de 2015 em Toronto, ela esteve no grupo que disputou esta última competição e conquistou a medalha de prata nesta edição, sendo a segunda entre as melhores no fundamento de levantamento, cometendo apenas uma falta nas ações, mas por 0,18 de índice de diferença para a primeira colocada (média) não ficou com o prêmio.
Em 2017 foi convocada novamente para a Seleção Brasileira e disputou a edição do Grand Prix cuja fase final ocorreu em Nanquim sagrando-se campeã da ultima edição da história do certame que passará a chama-se Liga das Nações, na sequência também conquistou o título do Campeonato Sul-Americano realizado em Cáli.
Em 2019 conquistou pela seleção principal a medalha de prata na Liga das Nações e foi premiada como a melhor levantadora da competição, na sequência terminou na quarta colocação na edição dos Jogos Pan-Americanos sediados em Lima, mais tarde sagrou-se campeã do Campeonato Sul-Americano realizado em Cajamarca
Disputando sua primeira edição dos Jogos Olímpicos em Tóquio 2020, ganhou a medalha de prata, apesar de uma lesão na fase de grupos que mais tarde descobriu envolver o rompimento de três ligamentos do tornozelo.
Em 2022, foi vice-campeã da Liga das Nações 2022, em Ankara, Turquia, perdendo a final para a Itália, e o Campeonato Mundial  2022 em Apeldoorn, Holanda, após derrota para a Sérvia.
Em 2024, disputou sua segunda Olimpíada nos Jogos de Paris, onde terminaria com a medalha de bronze.

## Títulos e resultados

### Seleção Brasileira
- Campeonato Mundial  2022
- Liga das Nações de Voleibol Feminino - 2021, 2022 e 2025

### Clubes
- Campeonato Turco: 2022-23
- Superliga Brasileira Aː 2018-19, 2020-21 e 2021-22
- Copa Brasil: 2015[54] e 2019[66]
- Copa Brasil: 2022
- Copa Brasil: 2020
- Supercopa Brasileira de 2024
- Supercopa Brasileira de 2021
- Supercopa Brasileira de 2019
- Supercopa Brasileira de 2017[60]
- Campeonato Mineiro de 2024
- Copa Brasília de 2024
- Campeonato Mineiro: 2017[61] e 2018[63]
- Campeonato Paulista: 2008[carece de fontes?]
- Campeonato Paulista: 2012[38]
- Copa São Paulo: 2014[50]
- Copa São Paulo: 2012,[39] 2013[44]
- Jogos Abertos de São Paulo: 2008,[14] 2010[29]
- Jogos Regionais de São Paulo: 2008[13]
- Campeonato Brasileiro de Seleções Juvenil (Divisão Especial): 2007[10]
- Campeonato Brasileiro de Seleções Juvenil (Divisão Especial): 2006[6]
- Campeonato Paulista Infantojuvenil: 2005[3]
- Torneio Início Infantojuvenil: 2005[3]
- Copa Piratininga Infantojuvenil: 2005[4]

## Premiações individuais
- Superliga Brasileira de Voleibol Feminino de 2013/14 - Série A: "Melhor Levantadora"
- Superliga Brasileira de Voleibol Feminino de 2014/15 - Série A: "Melhor Levantadora"
- Superliga Brasileira de Voleibol Feminino de 2015/16 - Série A: "Melhor Levantadora"
- Superliga Brasileira de Voleibol Feminino de 2016/17 - Série A: "Melhor Levantadora"
- Superliga Brasileira de 2018/19 - Série A: "Most Valuable Player (MVP)"
- Superliga Brasileira de Voleibol Feminino de 2018/19 - Série A: "Melhor Levantadora"
- Campeonato Sul-Americano de Clubes de 2018: "Melhor Levantadora"
- Campeonato Mundial de Clubes de Voleibol Feminino 2018: "Melhor Levantadora"
- Liga das Nações de Voleibol Feminino 2019: "Melhor Levantadora"
- Campeonato Sul-Americano de Clubes de 2019: "Melhor Levantadora"
- Campeonato Sul-Americano de Clubes de 2020: "Melhor Levantadora"
- Superliga Brasileira de Voleibol Feminino de 2020/21 - Série A: "Melhor Levantadora"
- Superliga Brasileira de Voleibol Feminino de 2021/22 - Série A: "Melhor Levantadora"
- Superliga Brasileira de Voleibol Feminino de 2021/22 - Série A: "Most Valuable Player (MVP)"
- Campeonato Sul-Americano de Clubes de 2022: "Melhor Levantadora"